# Čafarinski otoci
Čafarinski otoci  (šp. Islas Chafarinas) je grupa od tri mala otoka (Isla del Congreso, Isla de Isabel II (ili Isla de la Conquista) te Isla del Rey) u Sredozemnom moru nedaleko od obale Maroka, 48 km od Melille i oko 3,5 km od Marokanskog grada Ra'su l-Ma'. Čafarinski otoci su dio Španjolske u sjevernoj Africi, zajedno s gradovima Ceuta, Melilla i otocima Peñón de Alhucemas i Peñon de Vélez de la Gomera. Otoci su pod španjolskom kontrolom od 1847. i na otoku Isla del Congreso se nalazi garnizon od 190 vojnika.